# Parc national Cotapata
Le parc national et l'aire naturelle protégée de manière intégrée de Cotapata (Parque Nacional y Área Natural de Manejo Integrado Cotapata) est un parc naturel situé dans les yungas du département de La Paz, en Bolivie. Il a été créé en 1993.